# Dahlenwarsleben
Dahlenwarsleben é um povoado alemão que integra a comunidade unificada do município de Niedere Börde, no distrito de Börde, em Sachsen-Anhalt.

## Histórico

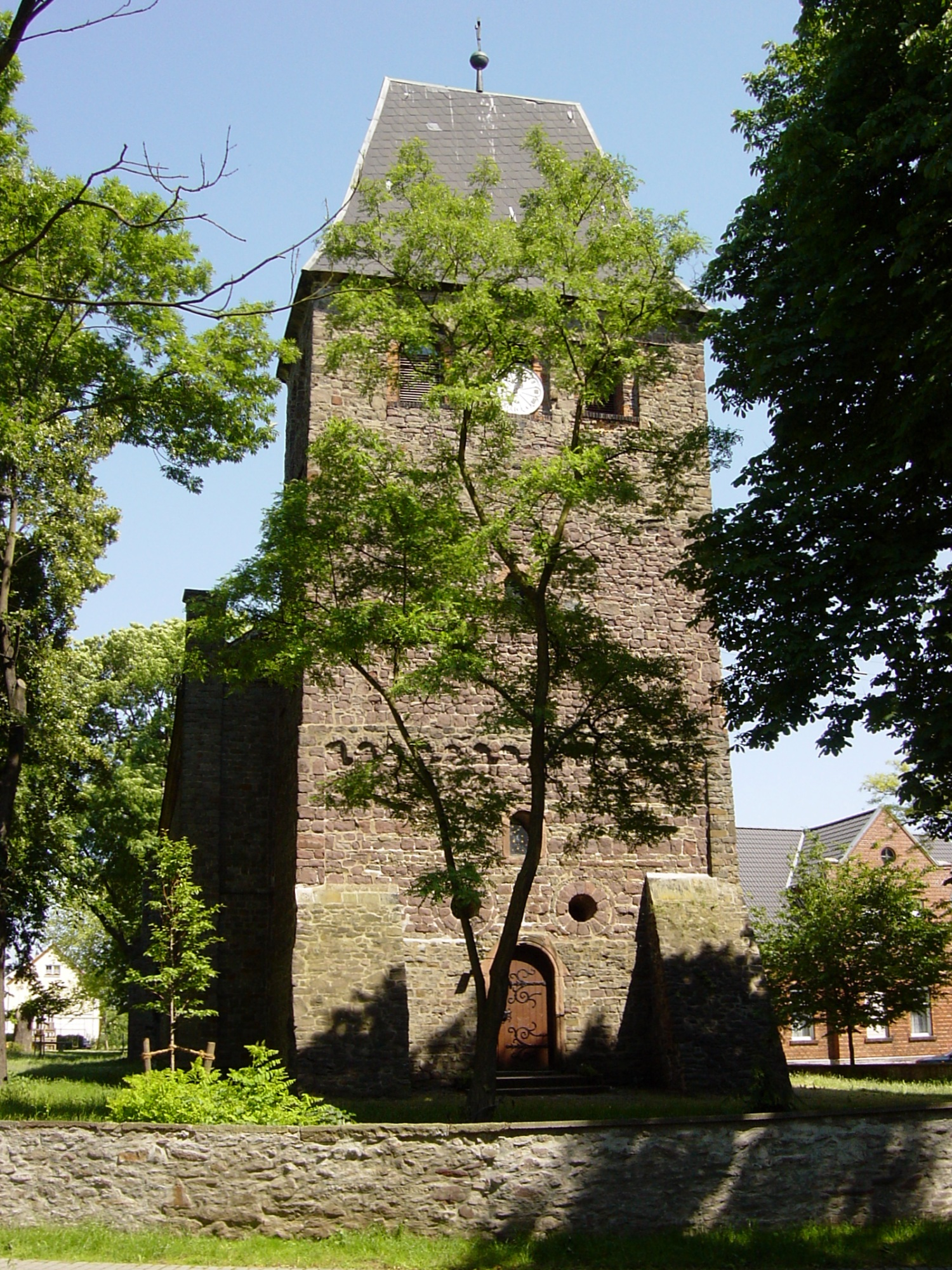
igreja

Dahlenwarsleben fundiu-se, em 1 de janeiro de 2004 com outras sete comunidades, formando a comunidade recém-unificada de Niedere Börde, e foi incorporada como membro da administração daquele município.

## Brasão

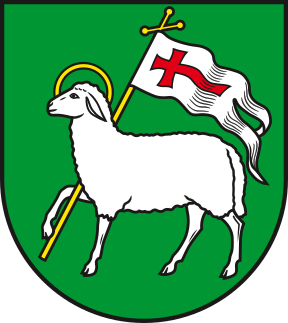
Brasão de Dahlenwarsleben

O Brasão do lugar foi adotado em 10 de janeiro de 1997, e aprovado pelo Conselho Regional de Magdeburgo (Regierungspräsidium Magdeburg).
Heráldica: "Sobre fundo verde um Cordeiro de Deus em prata com halo dourado em forma de anel e um estandarte mitral, ostentando uma bandeira vermelha com uma cruz dourada".
As cores principais são prata (branco) e verde.
O "Cordeiro de Deus" (Agnus Dei), já estava presente num selo municipal de 1778. Tanto o próprio cordeiro, como o plano de fundo verde, ressalta o caráter agrícola da comunidade, no escudo.